# Spyker C12
La C12 est une supercar du constructeur automobile néerlandais Spyker, située dans la gamme au-dessus de la C8.

## Présentation
La C12 est commercialisée à partir de 2006 sous le nom de C12 Laturbie. Deux ans plus tard, en 2008, Spyker demande au célèbre carrossier milanais Zagato de dessiner une C12 exclusive, nommée C12 Zagato.
Elles sont toutes deux équipées d'un W12 d'origine Audi équipant le Volkswagen Touareg Sport W12 ou encore le concept car Volkswagen W12. La C12 Laturbie est dessinée dans le plus pur style de Spyker, tandis que la C12 Zagato utilise un style très différent car il est "signé" Zagato. Résultat : l'aspect de la voiture est très différent de la C12 Laturbie.